# Tiffany Trump
Tiffany Ariana Trump (n. 13 octombrie 1993) este fiica președintelui Statelor Unite, Donald Trump, și a celei de-a doua soții a lui, Marla Maples.

## Biografie
Tiffany Trump s-a născut pe 13 octombrie 1993, la St. Mary ' s Medical Center din West Palm Beach, Florida. Este singurul copil al Marlei Maples cu Donald Trump. Ea a fost numită de către părinții ei după Tiffany & Company (tatăl ei a cumpărat drepturile asupra companiei în 1980, ceea ce i-a permis să construiască Turnul Trump de pe Fifth Avenue). A fost crescută de mama ei, în California, unde a trăit până la absolvirea liceului.
A fost educată la Viewpoint School în Calabasas, California. Este din 2016 absolventă a Universității din Pennsylvania, unde a absolvit cursuri de sociologie și studii urbane.